# Gone Home
Gone Home (с англ. — «Вернувшаяся домой») — квест от первого лица, созданный независимой студией Fullbright Company и выпущенный 15 августа 2013 года для платформ Windows, Linux и macOS, в январе 2016 года Playstation 4, Xbox One, в сентябре 2018 года для Nintendo Switch и в декабре 2018 года для iOS.
Действие игры происходит в 1995 году, игрок принимает на себя роль молодой женщины, которая возвращается из-за границы в свой сельский семейный дом в Орегоне и обнаруживает, что её семья в настоящее время отсутствует, а дом пуст, и ей приходится по найденным предметам восстанавливать информацию о последних событиях в доме. В Gone Home практически отсутствует интерактивный геймплей, вместо этого игрок может в собственном темпе исследовать дом и определять, что произошло, исследуя журналы и другие предметы, оставленные в разных комнатах.
Fullbright Company ранее имела опыт разработки дополнения BioShock 2: Minerva's Den и при создании Gone Home использовала концепции и наработки своего предыдущего проекта, чтобы создать исследовательскую игру и вовлечь игрока в раскрытие повествовательной линии посредством нелинейного изучения окружающей среды — дома. При этом игра создавалась в рамках скромных бюджетных средств, доступных независимой команде разработчиков.
Gone Home при выпуске получила признание со стороны игровых критиков и возобновила споры относительно того, можно ли воспринимать видео-игру, как как форму искусства, также Gone Home спровоцировала споры относительно того, стоит ли вовсе её называть игрой, Gone Home стала причиной возникновения уничижительного термина «симулятора ходьбы» среди поклонников для описания малоинтерактивных исследовательских игр без насилия, хотя с тех пор вышло гораздо больше игр такого жанра и термин приобрёл более нейтральный оттенок. Также игра и её создатели вызвали гнев у сторонников геймергейта из-за наличия в игре тем, связанных с ЛГБТ.
На церемонии награждения VGX 2013 игра получила награды сразу в двух номинациях — «лучшая игра для PC» и «лучшая независимая игра»..

## Игровой процесс
Игровой процесс заключён в исследовании территории дома, нахождении страниц дневника младшей сестры главной героини и восстановлении истории её семьи через записи, письма. В доме много интерактивных элементов, протагонист может активно взаимодействовать с окружением.

## Сюжет
7 июня 1995 года двадцатилетняя девушка Кейтлин Гринбрайар возвращается домой в вымышленный округ Бун, штата Орегон из путешествия по Европе. Её семья состоит из отца Терри, неудавшегося писателя, зарабатывающего на жизнь обзором домашней электроники; Матери Дженис, защитницы дикой природы, недавно ставшей директрисой и младшей сестры-бунтарки Саманты. По прибытии, Кейтлин обнаруживает, что особняк пуст, но большая часть имущества семьи лежит в коробках, а на двери висит странная записка, написанная её младшей сестрой Самантой или Сэм, где она умоляет расследовать, что произошло.
Кейтлин начинает обыскивать дом, постепенно узнавая, что произошло за время её отсутствия. Далее выясняется, что семья Гринбрайр переехала в этот дом недавно, а раньше он принадлежал Оскару Масэну, их родственнику-психопату. Исследуя дом, Кейт находит дневник Саманты, в котором она рассказывает о сложностях в новой школе и о постепенно развивающихся однополых отношениях с девушкой из её школы по имени Лонни. В спальне Саманты видно, что она увлекалась игрой Street Fighter, музыкой жанра панк-рок, гранж и набирающем популярность панк-феминистским движением Riot grrrl. После ряда происшествий, возникших в школе, родители узнают об отношениях Сэм, приходят в ярость, запрещают ей запирать дверь в свою спальню и отрицают факт того, что она может быть лесбиянкой. Сэм узнаёт, что Лонни придётся в ближайшем времени покинуть город, что ввергает подростка в отчаяние. В конце концов Лонни предлагает ей сбежать вместе. Сэм собирает вещи, пишет последнюю запись в дневнике для Кейт и покидает дом.
Повествование ведётся в основном от имени Сэм, но также в игре присутствуют побочные сюжетные линии, повествующие о проблемах родителей девушек. Их брак переживает не лучшие времена, мать, пытаясь вернуть забытую страсть, заводит служебный роман, а отец-писатель находится в творческом кризисе и терпит укоры от своего отца. Он пишет историю о путешествии во времени в 1963 год, где герой пытается остановить убийство президента США Джона Кеннеди, при этом, как выясняется, на данный сюжет его вдохновило прошлое детской травмы: Терри в 1963 году, будучи 13-ти летним мальчиком стал жертвой сексуального насилия со стороны Оскара Масэна.

## Разработка
Разработкой игры занималась американская студия Fullbright, основанная Стивом Гейнором, Карлой Зимонджей и Джоннеманом Нордхагеном. Данное трио раннее работало в компании 2K над дополнением к BioShock 2 — BioShock 2: Minerva's Den. Команда была заинтересована в дальнейшей разработке независимых проектов, вдохновляясь Minerva's Den и в результате приняла решение основать независимую студию, покинув 2K Games и основав Fullbright. Чтобы снизить расходы, команда переехала жить в частный дом в Портленде, штате Орегон и образовала офис в подвале дома, где Gone Home стала их первым проектом. Гейнор рассматривал свою предыдущую работу над игрой BioShock 2, как эффективный способ набраться опыта перед созданием Gone Home, на чью разработку у команды ушло семнадцать месяцев. Быстрый ход разработки также был возможен благодаря тому, что прототип игры разрабатывался на движке Amnesia: The Dark Descent's HPL Engine 2, с которым Гейнор в прошлом имел опыт работы. Затем игра была перенесена на движок Unity 4.
При разработке, команда исходила из идеи того, что игрок должен был изучать умный дом, наделённый искусственным интеллектом и управляющим всей имеющейся в доме техникой, которые выполняют разного рода задачи. Игрок своими действиями мог изменить состояние дома. Гейнор сравнивал данную идею с лишённой сражений System Shock. При дальнейшем изучении данной идеи, и осознавая, что небольшая команда ограничена временем и ресурсами, разработчики пришли к идее сделать дом более традиционным без каких либо сторонних персонажей, что в итоге значительно упростило разработку игры и подразумевало, что команда имела дело с нечто более знакомым и привычным. В итоге акцент в игре делался на том, что в игре «нет никаких других персонажей, только вы, в одной среде».. Сокращение затрат на разработку позволило трио завершить разработку, согласно задуманному плану — занимаясь программированием, созданием повествовательной линии, а также работой над двухмерными художественными ассетами. Моделированием трёхмерных объектов занималась удалённо Кейт Крейг. Отсутствие персонажей также означало и отсутствие необходимости привлекать специалиста по анимациям или моделирования персонажей. Жена Кейт — Эмили Кэрролл и художница комиксов, также принимала некоторое участие в дизайне игры, ассетов и логотипов.
По сути, Gone Home затрагивает тему семьи. Гейнор заметил, что несмотря на научно-фантастические атрибуты Minerva's Den, её ядром оставалась история о герое и его жене, и о том, как прошлое этого человека влияло на их отношения. Такой же подход Гейнор использовал при создании Gone Home. Согласно игровому канону, управляемый персонаж является членом семьи, которой принадлежит дом, чтобы избежать этической проблемы, согласно которой персонаж исследует не принадлежащий ему дом. Кроме того, согласно канону, семья только недавно переехала в дом. Гейнор боялся, что игроку будет трудно будет выделить ключевые элементы, присутствующие среди всех других объектов в хорошо прожиточном доме, таким образом разработчики придумали решение, что согласно канону, действие происходит вскоре после переезда семьи в новый дом, которая распаковала предметы только первостепенной необходимости, таким образом игроку будет значительно проще сосредоточиться на них. Действие игры происходит в 1995 году, разработчики считали 90-е годы последний эпохой до повсеместного внедрения цифровых технологий, таким образом не волнуясь о том, как цифровая связь повлияет на ход сюжета, при этом сохраняя знакомые образы для игрока. Команда также заметила, что вдохновлялась индустриальным туризмом, а именно её японский версией — «Кайкё», в частности в Японии имеется множество заброшенных жилых участков в результате индустриализации и переезда людей в крупные города. Гейнор заметил, что его впечатляло то, как изучая данные дома, исследователи собирали по крупицам информацию об их бывших жителях и даже их тайнах.
Гейнер заметил, что Minerva's Den больше полагалась на повествовательную линию и изучение окружающего пространства, нежели на игровом процессе, основанном на действии. Так, разработчик определился с необходимыми элементами дизайна, требуемыми для Gone Home. Другие элементы, перенятые у дополнения к BioShock 2 включали исследование нелинейных уровней, а также обнаружение повествовательных элементов в виде аудиозаписей, которые игрок должен искать. Оба данных элемента поддерживали повествовательную линию в игре. Гейнор также рассматривал подход, используемый студией Looking Glass Studios при разработке игр жанра Immersive sim. Одна из трудностей, которую рассматривала Fullbright, заключалась в том, что не каждый игрок обязательно найдет каждый повествовательный ключ к различным элементам сюжета, поэтому повествовательную линию необходимо было сделать очень гибкой, достаточной для того, чтобы если игрок мог её по прежнему понимать, даже если он не нашёл и не изучил все необходимые предметы в доме. Гейнор знал, что такой подход к игре будет считаться нетрадиционным, поэтому команда не собиралась создавать что-то подобное аванграду, но вместо этого доказать, что подобного рода игры могут быть захватывающими, способствовать полному погружению и помогать самим понять повествование.
Игра включает в себя песни музыкальных банд жанра Riot grrrl — Heavens to Betsy и Bratmobile. Fullbright уже раннее были знакомы с представителями их лейбла Kill Rock Stars. Гейнор заметил, что их музыка идеально подходила для периода и времени, происходящего в игре. После показа игры на фестивале Grrrl Front Fest в Портленде, она привлекла внимание местной музыкальной группы, The Youngins, которая записала музыку, для вымышленной группы Girlscout в игре. Фоновую музыку для игры создал Крис Ремо, друг Гейнера и совместный ведущий подкаста Idle Thumbs. Он создал свыше 30 минут музыки, которая сопровождает основной игровой процесс, с каждой уникальной звуковой дорожкой, записанной для каждого игрового аудиожурнала.
Вместе с обновлением, в октябре 2013 года, в игру был добавлен режим комментарием разработчиков.

### Порты
Разработкой приставочной версии занималась компания Midnight City, тем не менее ход разработки был прерван вместе с закрытием компании в марте 2015 года. Позже, разработка приставочной версии для PlayStation 4 и Xbox One продолжилась с участием компании Majesco Entertainment, выход игры состоялся 12 января 2016 года. Данные версии включали улучшенную графику и звуковые эффекты. Сама игра была переписана с использованием обновлённого движка Unity 5.
Выход Gone Hone на портативном устройстве Nintendo Switch состоялся 6 сентября 2018 года, разработчиком и издателем выступила Annapurna Interactive. Версия Switch включает лицензированные картриджи Super NES в качестве внутриигровых объектов, которыми заменили вымышленные картриджи в рамках сотрудничества с Nintendo. В рамках пятилетия со дня выпуска Gone Home, Annapurna Interactive в сотрудничестве с iam8bit объявили об ограниченном выпуске физических копий для Nintendo Switch, а также ограниченном виниловом издании игрового саундтрека. Их выпуск состоялся в 2019 году.

## Критика
| Сводный рейтинг     | Сводный рейтинг                   |
| Агрегатор           | Оценка                            |
| ------------------- | --------------------------------- |
| GameRankings        | 87,39 %                           |
| Metacritic          | PC: 86/100 PS4: 85/100 NS: 88/100 |
| Иноязычные издания  |                                   |
| Издание             | Оценка                            |
| Edge                | 9/10                              |
| Eurogamer           | 6/10                              |
| Game Informer       | 8,5/10                            |
| GameSpot            | 9,5/10                            |
| IGN                 | 9,5/10                            |
| PC Gamer (US)       | 85/100                            |
| Polygon             | 10/10                             |
| Financial Post      | 10/10                             |
| The Daily Telegraph | 4/5                               |
| Adventure Gamers    | 4,5/5                             |
| Награды             |                                   |
| Издание             | Награда                           |
| BAFTA               | Лучшая дебютная игра (2013)       |
| Polygon             | Игра года (2013)                  |

Оценки игры можно охарактеризовать в целом, как очень положительные, средняя оценка по версии агрегатора Metacritic составила 86 баллов из 100 возможных на основе 56 обзоров.
Эмили Морганти с сайта Adventure Gamers заметила, что Gone Home предоставила достоверную, «захватывающую историю, которая передаётся с помощью окружающего пространства и звукового повествования», а также, «что многие люди читают книги, чтобы прочувствовать жизнь других персонажей, но такое редко встречается в игре». Мэтью Брага с журнала Financial Post также отметил, что Gone Home можно держать в качестве одного из дальновидных доказательств в продолжающейся дискуссии, что компьютерные игры можно рассматривать, как вид искусства. Критик также заметил, что игре удалось погрузиться в новые глубины жанров далеко за пределами игр, ориентированных на мужскую аудиторию. Тем не менее редактор Eurogamer Оли Уэлш заявил, что компании удалось создать прекрасный дом для личного повествования, но критик не сумел найти в нём историю.
Игру похвалили в том числе и за репрезентацию темы, связанной с ЛГБТ. Разработчики заметили, что получили множество восторженных отзывов от их представителей не только за их достоверное изображение, но в том числе и затрагивание темы того, как данные люди вынуждены сосуществовать с семьёй и даже быть отверженными. Также Fullbright заметили, что получали отзывы от игроков, которые считали себя гомофобами, но пересмотрели своё отношение после игры в Gone Home. Тем не менее игра стала объектом критики со стороны некоторых игроков, которые обвинили разработчиков на излишней зацикленности на теме ЛГБТ в ущерб другим элементам истории. Из-за ряда оскорбительных заявлений, сделанных организаторами PAX Prime против ЛГБТ и в поддержку культуры изнасилования, команда отказалась от демонстрации игры на выставке, вместо этого показывая в это же время игру на Indie MEGABOOTH, подчеркнув важность уважения вопросов, связанных с ЛГБТ. После данного события, организаторы PAX объявили, что на своих будущих мероприятиях создадут так называемые «Центры Разнообразия», где посетители могут найти информацию, с проблемами, с которыми сталкиваются женщины, представители ЛГБТ, темнокожие, и люди с ограниченными возможностями и проблемами психического здоровья в индустрии видео-игр.
Некоторые критики рассматривали вопрос о том, стоит ли вовсе рассматривать Gone Home, как игру из-за фактического отсутствия интерактивных элементов. Гейнор утверждал, что Gone Home была разработана для среды видео-игр, заметив, что это меняющаяся дискуссия между Fullbright и игроком, поскольку «содержимое, с которым вы сталкиваетесь, выглядит иначе, чем для кого-то другого. Оно уникально для каждого пользователя и его интерпретации. Интерактивность этого взаимодействия делает опыт уникальным для вас». В качестве примера данного явления, Гейнор привёл возможность включать и выключать свет в любой комнате дома. Команда добавила данную возможность, когда обратила внимание, что это позволяло игрокам отслеживать их маршрут исследования дома и понять, был ли он уже в этой комнате или нет, так как игра начинается с того, что персонаж оказывается в полностью тёмном доме. Таким образом такие незначительные детали позволяют обеспечить более интерактивный опыт. Тем не менее недостаток взаимодействий привёл к тому, что Gone Home стала приводится, как пример «симулятора ходьбы» — спорного определения в среде традиционного геймерского сообщества. Тем не менее данное определение стало приобретать более нейтральную коннотацию вместе с выпуском ряда других созерцательных и повествовательных игр аналогичного жанра, например The Stanley Parable, Firewatch и What Remains of Edith Finch, которые также стали успешными и получали положительные оценки игровых критиков. Редакция Polygon назвала Gone Home одной из важнейших игр 2010-х годов, в частности, как игра сместила акцент с активного игрового процесса на исследовании и повествовательной линии.

### Споры
В связи с нетипичным игровым процессом игры Gone Home и затрагиванием темы, связанной с ЛГБТ, игра стала одним из центральных предметов в споре геймергейт, в августе 2014 года. Сторонники геймергейта жёстко критиковали Gone Home наряду с Depression Quest за то, что она не обладала качествами «традиционной игры», то есть была лишена элементов ролевой игры, насилия, сражений или стратегии и по мнению противников, получила положительные оценки исключительно из-за затрагивания темы ЛГБТ. Журналисты опровергли данное утверждение, указав на то, что в целом игры, рассматривающиеся как предмет искусства, имеют тенденцию получать высокие оценки даже без затрагивания социальных повесток. Критики также привели игру Gone Home в качестве положительного примера изменений в игровой индустрии. Гейнор назвал противников догматичными людьми, склонными к трайбализму, указав также на то, из-за отношения к играм, как к предметам их коллективной собственности, они с агрессией реагируют на жанровые изменения, хотя Gone Home очевидно создавалась для иной игровой аудитории. В свете данных событий, Гейнор организовал на конференции разработчиков видео-игр дискуссию под названием «Почему „Gone Home“ — это игра?». По состоянию на 2018 год, данная тема уже не была релевантной, так как Gone Home из «странной игры» превратилась в «авангард» и предмет подражания для множества других игр, делающих акцент на «повествовании за счёт окружения» и получающих ежегодно новые награды. В частности повествовательный способ игры послужил предметом вдохновения при разработке Uncharted 4: A Thief’s End и Prey.

### Продажи
В сентябре 2013 года, Fullbright объявили, что игра была куплена более, чем 50,000 раз. В феврале 2014 года, количество проданных копий достигло 250,000. К моменту выпуска Tacoma, следующей игры от Fullbright, Gone Home, по состоянию на октябрь 2017 года была куплена 700,000 раз. Летом 2018 года, благодаря уязвимости в защите Steam Web API, стало известно, что точное количество пользователей сервиса Steam, которые играли в игру хотя бы один раз, составляет 538 219 человек.

### Награды
Игра также была номинирована в категории «Превосходное повествование» на мероприятии Independent Games Festival. Редакция Polygon назвала Gone Home игрой 2013 года.
Gone Home была номинирована в нескольких категориях на вручении Game Developers Choice Awards, в том числе, как «Игра года», «Награда за инновации» и «Лучшая игра для скачивания». Разработчики также получили премию в категории «Лучший дебют». Gone Home также получила награду Премии Британской Академии в области видеоигр в 2013 году в категориях «Дебютная игра» и была номинирована в категориях «Лучшая история».